# Niebezpieczne związki (sztuka)
Niebezpieczne związki (Les Liaisons Dangereuses) – sztuka teatralna autorstwa Christophera Hamptona, wystawiona po raz pierwszy w 1985 roku przez Royal Shakespeare Company i stanowiąca adaptację powieści epistolarnej pod tym samym tytułem z 1782 roku, napisanej przez Pierre'a Choderlos de Laclos. W 1986 została nagrodzona Laurence Olivier Award w kategorii sztuka roku, a następnie posłużyła za podstawę wyróżnionego Oscarem scenariusza do filmu fabularnego z 1988 roku.  

## Wybrane inscenizacje
| rok premiery | teatr i miasto                                | reżyseria     | role główne         | role główne           | role główne         | role główne             |
| rok premiery | teatr i miasto                                | reżyseria     | markiza de Merteuil | wicehrabia de Valmont | Cecylia de Volanges | prezydentowa de Tourvel |
| ------------ | --------------------------------------------- | ------------- | ------------------- | --------------------- | ------------------- | ----------------------- |
| 1985         | The Other Place, Stratford-upon-Avon          | Howard Davies | Lindsay Duncan      | Alan Rickman          | Lesley Manville     | Juliet Stevenson        |
| 1986         | Barbican Centre / Ambassadors Theatre, Londyn | Howard Davies | Lindsay Duncan      | Alan Rickman          | Lesley Manville     | Juliet Stevenson        |
| 1987         | Music Box Theatre, Nowy Jork                  | Howard Davies | Lindsay Duncan      | Alan Rickman          | Beatie Edney        | Suzanne Burden          |
| 2008         | American Airlines Theatre, Nowy Jork          | Rufus Norris  | Laura Linney        | Ben Daniels           | Mamie Gummer        | Jessica Collins         |
| 2015         | Donmar Warehouse, Londyn                      | Josie Rourke  | Janet McTeer        | Dominic West          | Morfydd Clark       | Elaine Cassidy          |
| 2016         | Booth Theatre, Nowy Jork                      | Josie Rourke  | Janet McTeer        | Liev Schreiber        | Elena Kampouris     | Birgitte Hjort Sørensen |